# 时间金字塔
时间金字塔（德語：Zeitpyramide）是一件位于德国韦姆丁的公共藝術作品，由曼弗雷德·拉伯（Manfred Laber）发起建造。金字塔于1993年，韦姆丁建镇1,200周年動工，预计在3183年竣工，目前还需1,158年才能建造完成。截至2025年，建筑已完成3.3%，120个混凝土块中已经放置4个。

## 概念
德国韦姆丁镇设立于793年，当地艺术家曼弗雷德·拉伯（Manfred Laber）在1993年6月為紀念建镇1,200周年而构思出时间金字塔，同时让人了解1,200年的时间跨度的代表含意。他计划每十年建造一个混凝土方块，建设完整个金字塔需耗時1,190年。每块方塊所用的材料并不固定，可能会在未来改变。

### 构思者
曼弗雷德·拉伯在1932年出生于德国韦姆丁镇，1950年代進入柏林美術學院（Hochschule für Bildende Künste，今柏林艺术大学）学画。他的绘画作品曾在西班牙阿尔卡纳尔和法国莫尔穆瓦龙展出。

## 建筑

### 进度
时间金字塔建於韦姆丁北部的Robertshöhe山顶。金字塔的第一块混凝土于1999年3月摆放，第四块混凝土重6,500千克，于2023年9月9日15时09分摆放。根据计划，第五块混凝土将于2033年摆放。该作品最初的維護經費由当地公司捐贈，之後韦姆丁成立专门的基金会来管理該项目。

### 未来进度
建筑物竣工模型图在韦姆丁的Haus des Gastes上展出。按照目前的四层金字塔计划，建造分为四个阶段：

#### 第一层
第一层由64个混凝土方块组成。混凝土方块排成边长为13.8米的正方形，每边上有8个方块。该层将于2623年建造完成。

#### 第二层
第二层由36个方块组成，排成一个6X6的正方形，将于2983年建造完成。第二层方块将放置在第一层顶部。

#### 第三层
第三层由16个方块组成，排成一个4X4的正方形，将于3143年建造完成。

#### 第四层
第四层由4个方块组成，排成一个2X2的正方形。第四层是金字塔的最后一层，整个金字塔将于3183年竣工。

### 竣工
3183年金字塔竣工时，金字塔将由120个混凝土方块构成。每个混凝土方块长1.2米，宽1.2米，高1.8米，方块间间隔0.6米。